# Dschuma-Moschee (Xiva)

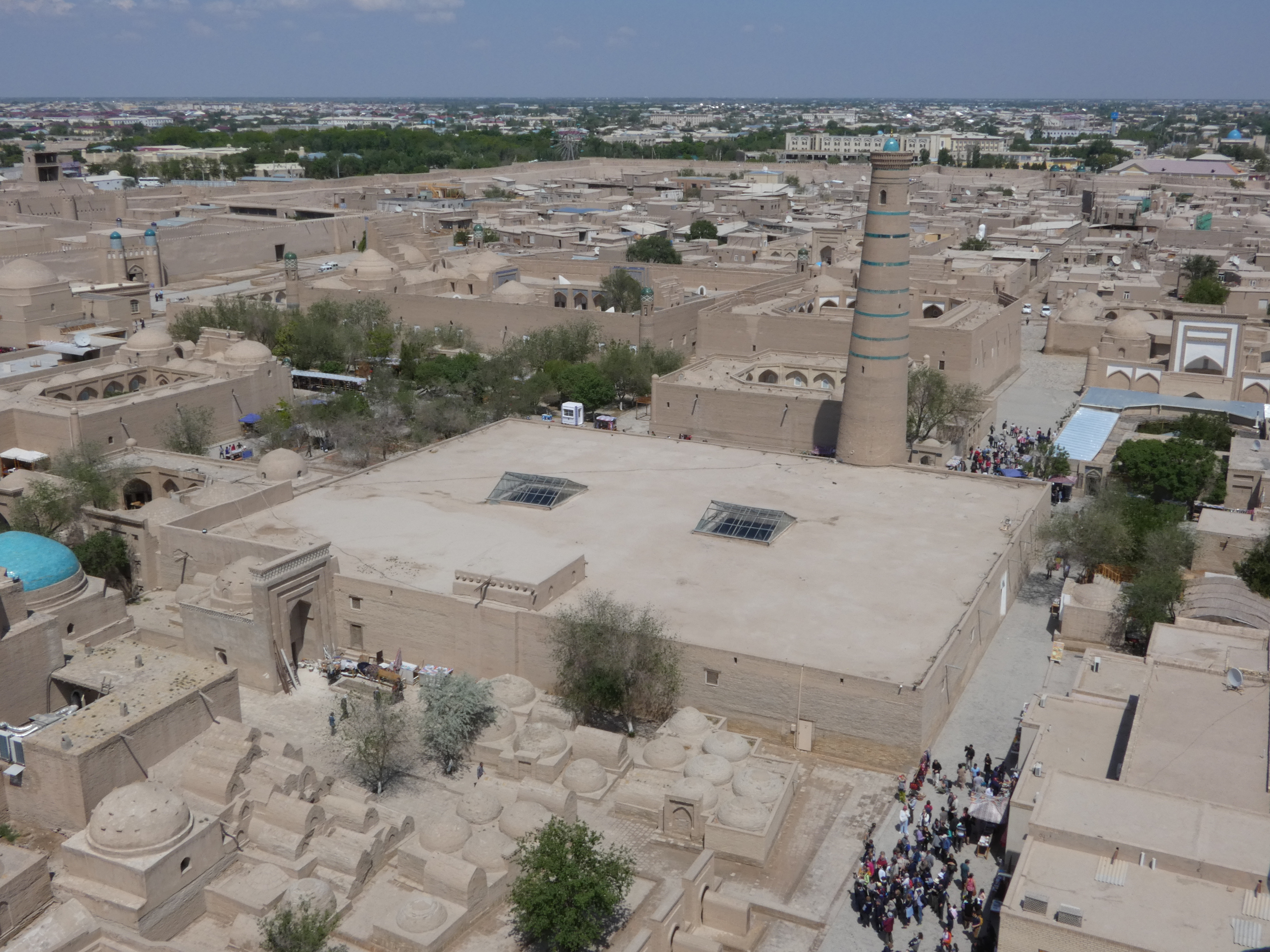
Die Dschuma-Moschee mit ihrem Ziegelminarett

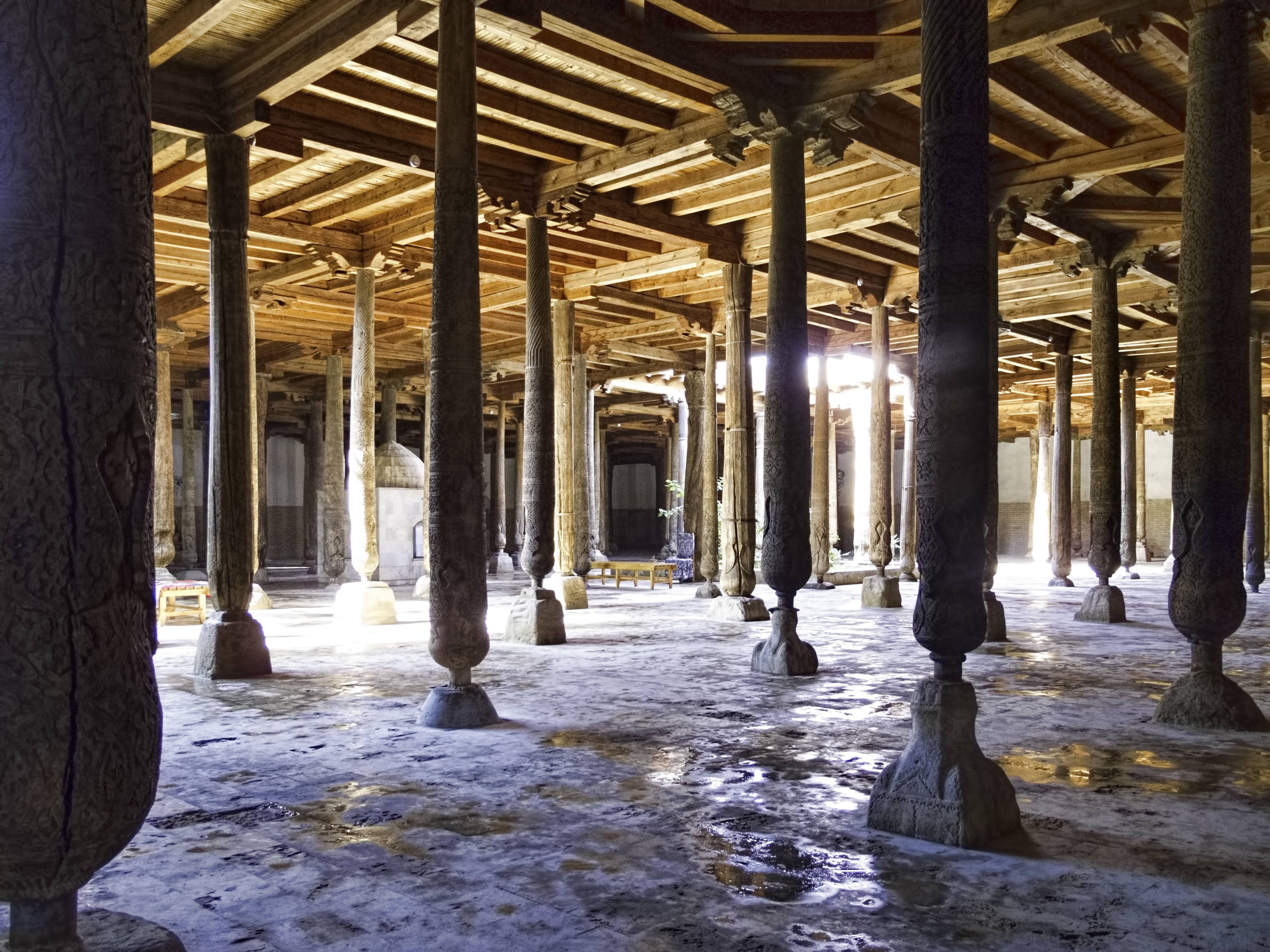
Die Dschuma-Moschee innen

Die Dschuma-Moschee (usbekisch Juma masjid; deutsch Freitagsmoschee) ist die Große Moschee von Xiva. Sie befindet sich zentral in der historischen Altstadt Ichan Qalʼа und ist Teil des UNESCO-Welterbes.

## Bauwerk
Die Dschuma-Moschee erhielt ihre Gestalt im 18. Jahrhundert. Sie ist Beispiel eines alten Typs großer Moscheen, deren Fläche eine flache Decke überspannt, welche von hölzernen Pfeilern getragen wird. Typisch waren solche Moscheen im Arabien des 7. und 8. Jahrhunderts. Ein Prinzip des offenen Hofs erlaubte, den Bau nicht nur als Gebetsstätte, sondern auch als Versammlungsort und Unterrichtsstätte zu nutzen. Es gibt keinen mit der Dschuma-Moschee vergleichbaren Bau in Zentralasien.
Möglicherweise ist die Große Moschee des 18. Jahrhunderts das Ergebnis eines letzten großen Umbaus. Die als magisch beschriebene Geometrie des Innenraums wird durch 212 geschnitzte schlanke Pfeiler erzeugt. Diese stehen in einem quadratischen Netz von jeweils 3,15 Meter mal 3,15 Meter. Der Großteil der Bäume, aus denen die Pfeiler gefertigt sind, wurde im 13. und 14. Jahrhundert gefällt. Weitere Pfeiler stammen aus zerstörten mittelalterlichen Bauwerken. Die ältesten in der Großen Moschee verwendeten Pfeiler sollen wahrscheinlich aus der durch den Amudarja zerstörten choresmischen Hauptstadt Kath stammen. 21 Pfeiler wurden dem 10. bis 12. Jahrhundert zugeordnet. Sie haben Inschriften in Form alter arabischer Kufischrift. Vier weitere Pfeiler zeigen Inschriften in Naschī. Später gefertigte Pfeiler des 18. und 19. Jahrhunderts mit Blumen- und Pflanzenornamenten werden dem sogenannten Chivaer Typ zugeordnet. Die einheitliche Höhe der Pfeiler wird durch steinerne Basen erzielt.
Das Innere der Großen Moschee wird durch Oberlichter beleuchtet. Diese sorgen selbst an sonnigen Tagen nur für ein Halbdunkel. Unter dem südlichen Oberlicht befindet sich ein kleines Houz. An der Nordseite vor der Moschee steht das Minarett der Dschuma-Moschee.